# 대니얼 데이비드 파머

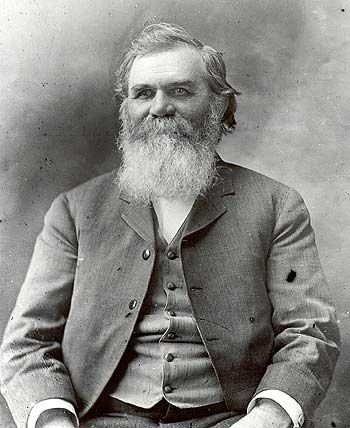
대니얼 데이비드 파머

대니얼 파머(Daniel David Palmer, 1845년 3월 7일 ~ 1913년 10월 20일)는 카이로프랙틱 의술의 창시자이다. 1845년 캐나다 토론토에서 태어나 1865년에 미국으로 이주하였다. 카이로프랙틱 의술을 고안하고 1898년에 교습소를 개설하여 운영하였다.

## 같이 보기
- 카이로프랙틱